# Aboubakari Ouattara
Aboubakari Ouattara (ur. 20 grudnia 1970) – burkiński piłkarz występujący na pozycji pomocnika.

## Kariera klubowa
W swojej karierze Ouattara występował między innymi w zespole ASFA Yennenga.

## Kariera reprezentacyjna
W reprezentacji Burkiny Faso Ouattara grał w latach 1992-1996. W 1996 roku został powołany do kadry na Puchar Narodów Afryki. Zagrał na nim w meczach ze Sierra Leone (1:2), Zambią (1:5) i Algierią (1:2), a Burkina Faso odpadło z turnieju po fazie grupowej.